# براك موني أودوم
براك موني أودوم ((بالخميرية: ប្រាក់ មុន្នីឧត្តម)‏ ولد في 24 أغسطس 1994) هو لاعب كرة قدم كمبودي يجيد اللعب في مركز الجناح.

## الأهداف الدولية
| الرقم | التاريخ        | المكان                            | المباراة | الخصم          | التسجيل | النتيجة | المنافسة                                 |
| ----- | -------------- | --------------------------------- | -------- | -------------- | ------- | ------- | ---------------------------------------- |
| 1     | 9 أكتوبر 2012  | ملعب توفونا، يانغون، ميانمار      | 8        | بروناي         | 1–0     | 2–3     | تصفيات اتحاد آسيان لكرة القدم 2012       |
| 2     | 3 نوفمبر 2015  | الملعب الأولمبي، بنوم بن، كمبوديا | 25       | بروناي         | 1–1     | 6–1     | ودية                                     |
| 3     | 3 نوفمبر 2015  | الملعب الأولمبي، بنوم بن، كمبوديا | 25       | بروناي         | 3–1     | 6–1     | ودية                                     |
| 4     | 7 يونيو 2016   | الملعب الأولمبي، بنوم بن، كمبوديا | 29       | تايبيه الصينية | 2–0     | 2–0     | تصفيات كأس آسيا 2019                     |
| 5     | 15 أكتوبر 2016 | الملعب الأولمبي، بنوم بن، كمبوديا | 34       | لاوس           | 1–0     | 2–1     | تصفيات بطولة اتحاد آسيان لكرة القدم 2016 |
| 6     | 18 أكتوبر 2016 | الملعب الأولمبي، بنوم بن، كمبوديا | 35       | بروناي         | 1–0     | 3–0     | تصفيات بطولة اتحاد آسيان لكرة القدم 2016 |
| 7     | 18 أكتوبر 2016 | الملعب الأولمبي، بنوم بن، كمبوديا | 35       | بروناي         | 3–0     | 3–0     | تصفيات بطولة اتحاد آسيان لكرة القدم 2016 |
| 8     | 13 يونيو 2017  | الملعب الأولمبي، بنوم بن، كمبوديا | 44       | أفغانستان      | 1–0     | 1–0     | تصفيات كأس آسيا 2019                     |
| 9     | 9 نوفمبر 2017  | الملعب الأولمبي، بنوم بن، كمبوديا | 46       | ميانمار        | 1–1     | 1–2     | ودية                                     |

## وصلات خارجية
- براك موني أودوم على موقع قاعدة بيانات كرة القدم.إي يو (الإنجليزية)
- براك موني أودوم على موقع ناشيونال فوتبول تيمز (الإنجليزية)
- براك موني أودوم على موقع Soccerway.com (الإنجليزية)